# Grande Prémio dos Nove

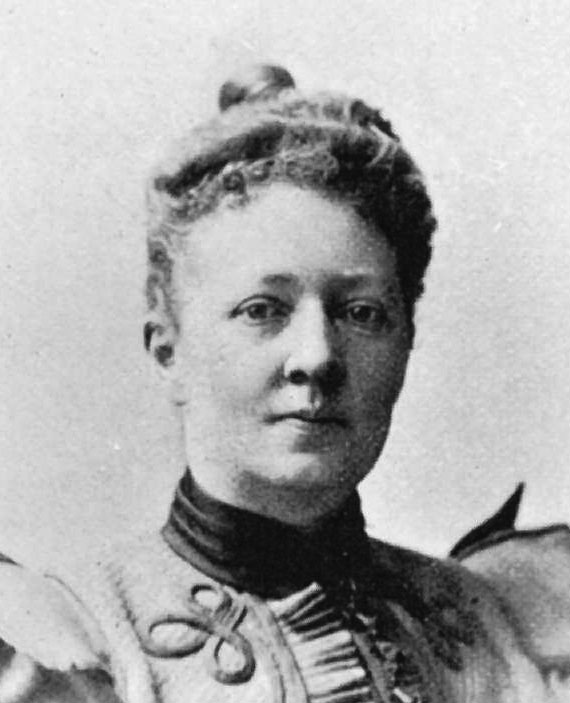
Hilma Angered Strandberg (1916)

O Grande Prémio dos Nove (em sueco De Nios Stora Pris) é um prémio literário concedido anualmente pela Academia dos Nove (Samfundet De Nio) a um escritor sueco. Foi concedido pela primeira vez em 1916.

## Galardoados
- 1989 - Katarina Frostenson
- 1990 - Tobias Berggren
- 1990 - Lars Gustafsson
- 1991 - Erik Beckman
- 1992 - Göran Tunström
- 1993 - Lennart Sjögren
- 1994 - P O Enquist
- 1995 - Bo Carpelan
- 1996 - Lars Andersson
- 1997 - Per Wästberg
- 1998 - P C Jersild
- 1999 - Sigrid Combüchen
- 2000 - Kjell Espmark
- 2001 - Tomas Tranströmer
- 2002 - Bruno K. Öijer
- 2003 - Ann Jäderlund
- 2004 - Torgny Lindgren
- 2005 - Klas Östergren
- 2006 - Jacques Werup
- 2007 - Tua Forsström
- 2008 - Birgitta Lillpers
- 2009 - Steve Sem-Sandberg
- 2010 - Ingvar Björkeson
- 2011 - Kristina Lugn
- 2012 - Arne Johnsson
- 2013 - Aris Fioretos
- 2014 - Kjell Westö
- 2015 – Sara Stridsberg
- 2016 - Carola Hansson[3]
- 2017 - Agneta Pleijel